# Tyrconnell
Tyrconnell (irlandese: Tír Chonaill, che significa "terra di Conall"), scritto anche Tirconnell, era un regno dell'Irlanda gaelica, associato geograficamente all'attuale Contea di Donegal nell'Ulster, che a volte è stata chiamata Contea di Tyrconnell. A tratti il regno comprese anche parti della Contea di Fermanagh, Contea di Sligo, Contea di Leitrim, Contea di Tyrone e Contea di Londonderry nella sua massima estensione. Il regno rappresentava la patria principale del popolo Cenél Conaill degli Uí Néill del nord, anche se c'erano piccoli gruppi di altre popolazioni gaeliche nella zona.
Dalla sua fondazione nel V secolo da parte dei Cenél Conaill, il tuatha era una sottounità del regno più grande di Ailech, insieme ai loro cugini Cenél nEógain, anch'essi discendenti di Niall dei Nove Ostaggi. La loro ascesa iniziale era coincisa con il declino degli Ulaid, il cui regno nell'Ulster si ritirò sulla costa nord-orientale. Nel XII secolo il regno di Ailech si divise in due territori sovrani e Cenél Conaill divenne Tír Chonaill sotto il clan Ó Domhnaill (O'Donnell). Tyrconnell fu la sede dei combattimenti durante la Guerra dei nove anni, alla fine del XVI secolo. Continuò ad esistere fino al XVII secolo, quando fu incorporato nel Regno d'Irlanda a dominio inglese in seguito alla fuga dei Conti.